# Бетононасос

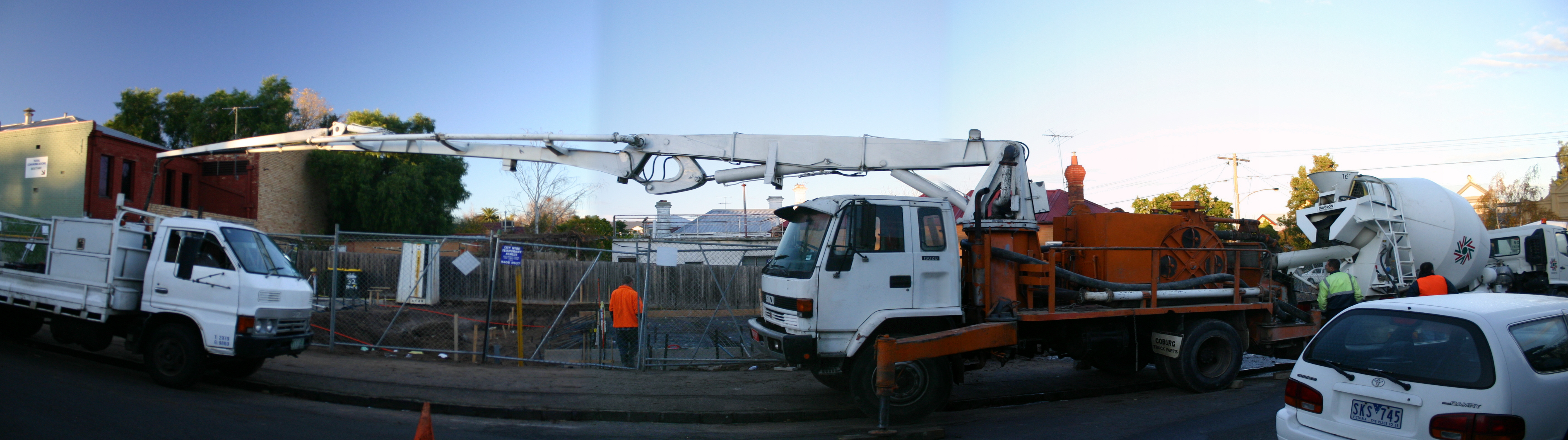
Автобетоносос

Бетононасос — бетоноробна машина для транспортування бетонної суміші трубами. Діє за принципом поршневого горизонтального насоса простої дії з клапанами примусового керування. Продуктивність — 300—500 м³ за зміну. Бетононасос використовується на великих будовах, переважно гідротехнічних і промислових. Віддаль транспортування бетонної суміші до 200—300 м, висота підйому до 40 м. Використання доцільне при пластичній консистенції і безперервній подачі бетонної суміші. Перерви у роботі не повинні перевищувати часу, потрібного для початку тужавіння суміші (почасти 30—40 хвилин).